# Parafodina inscripta
Parafodina inscripta är en fjärilsart som beskrevs av Arnold Pagenstecher 1907. Parafodina inscripta ingår i släktet Parafodina och familjen nattflyn. Inga underarter finns listade i Catalogue of Life.